# Baby Sex
Baby Sex to nigdy nie wydany album autorstwa awangardowej grupy The Residents. Tytuł płyty pochodzi od zdjęcia znalezionego przez członków zespołu w jednym z duńskich magazynów pornograficznych, które przedstawiało kobietę uprawiającą seks oralny z noworodkiem; obraz ten pojawił się również w charakterze okładki na nieoficjalnym wydaniu taśmy. Baby Sex jest wyjątkiem od reguły według której zespół (zawstydzony swoją działalnością przed wydaniem pierwszego singla, Santa Dog) nie porusza tematu swoich wczesnych nagrań oraz nigdzie ich nie wydaje – kilka utworów pochodzących z tej płyty znalazło się na różnych dalszych kompilacjach grupy. Cały materiał został również nadany podczas "Radiowego weekendu z The Residents" w jednej z oregońskich stacji radiowych w 1977 roku.

Album podzielony jest na dwie połowy – pierwsza zawiera studyjne kompozycje, zawartość drugiej stanowi obszerny fragment koncertu zespołu z San Francisco zagranego wspólnie ze Snakefingerem oraz N. Senadą w 1971 roku.

W internecie można znaleźć kilka bootlegów zawierających materiał z płyty, prawdopodobnie pochodzący ze wspomnianego radiowego programu.

## Lista utworów
1. "We Stole This Riff"
2. "Holelottadick"
3. "Baby Sex"
4. "Deepsea Diver Song"
5. "King Kong"
6. "Cantaten To Der Dyin Prunen"
7. "Something Devilish"
8. "The Fourth Crucifixion"
9. "Hallowed Be Thy Wean, 1971"
  - a) Sandman,
  - b) Eat Me Mother,
  - c) Eloise,
  - d) D is For Doorknob,
  - e) Kamikazi Lady